# Лъджа (Драмско)
Вижте пояснителната страница за други населени места с името Лъджа.
Лъджа или Илидже (на гръцки: Θερμιά, Термия, до 1927 година Ιλιτζέ или Ιλιδζέ, Илидзе) е обезлюдено село в Република Гърция, разположено на територията на дем Бук (Паранести) в област Източна Македония и Тракия.

## География
Село Лъджа се намира на 700 m надморска височина в склоновете на югозападните Родопи, близо до границата с България.
В Лъджа се намират горещи бани, разположени на 620 m надморска височина, на място, където старо каменно балнеолечебно здание свидетелства за човешкото присъствие през вековете. Минералната вода е с температура 20-58 °С, а в състава и има Na, Ca, HCO3, K, Li, Br, F, CO2.
Районът се характеризира с богата растителност с гори от бук и дъб, реки със стари сводести мостове и водопади.

## История

### В Османската империя
В подробен регистър на санджака Паша от 1569-70 година е отразено данъкоплатното население на махалата Лъджа (Илиджа) заедно със село Коница както следва: мюсюлмани - 209 семейства и 119 неженени. Според легендата Мехмед Синап е убит в село Лъджа, преследван от османската армия през 1796 година.
Според Тодор Симовски селото вероятно е помашко.

### В Гърция
След Междусъюзническата война в 1913 година Лъджа попада в Гърция. Не фигурира в преброяването от 1913 година, а в 1920 година има 214 жители. През 1923 година жителите на Лъджа са изселени в Турция по силата на Лозанския договор. На тяхно място в Лъджа са заселени 23 гръцки семейства със 70 души — бежанци от Турция. През 1927 година името на селото е сменено от Илидже (Ιλιτζέ) на Термия (Θερμιά). В 1928 година селото има 103 души, в които влизат и двадесетина граничари. В 1940 година жителите му са 64 души, само мъже, което означава, че са само граничари, а селото е напуснато.
| Година    | 1913 | 1920 | 1928 | 1940 | 1951 | 1961 | 1971 | 1981 | 1991 | 2001 | 2011 | 2021 |
| --------- | ---- | ---- | ---- | ---- | ---- | ---- | ---- | ---- | ---- | ---- | ---- | ---- |
| Население |      | 214  | 103  | 64   |      |      |      |      |      |      |      |      |

## Личности
Починали в Лъджа
- Мехмед Синап (? - 1796), хайдутин